# Mezinárodní znakový systém
Mezinárodní znakový systém (zkratka MZS, (anglicky International Sign) je tzv. pidžinový systém. Používá se při různých příležitostech, na mezinárodních konferencích týkajících se neslyšících lidí, např. kongres Světové federace neslyšících, deaflympiáda nebo Miss neslyšících (Miss & Mister Deaf World). Samozřejmě se MZS využívá také během cestování. Mezi lingvisty však neexistuje shoda na tom, co vlastně pojem MZS přesně znamená, jazyk trpí i nedostatkem odborných slovníků.

## Pojmenování
Všeobecně je rozšířen pojem Mezinárodní znakový systém. Existují však také varianty gestuno, Mezinárodní znakový pidžin nebo Mezinárodní gesta. MZS je termín, který používá právě Světová federace neslyšících a další mezinárodní organizace.

## Historie
Neslyšící lidé ze západního světa a středního východu se potkávají a komunikují spolu vlastním znakovým jazykem již přes 2 000 let. Právě po setkání neslyšících a mísení jednotlivých znakových jazyků dochází k formování MZS, ať už v neformálním prostředí, nebo ve formálním mezinárodním kontextu. Neslyšící proto od počátku 19. století používali pro mezinárodní komunikaci na sportovních nebo kulturních akcích jakýsi pomocný gestikulační systém. V roce 1951 na prvním Světovém kongresu neslyšících bylo projednáváno, zda má být MZS standardizován. V tomtéž roce byla také vytvořena Světová organizace neslyšících (WFD). V následujících letech se vyvinul tzv. pidžin, kterým mezi sebou komunikovali delegáti z různých jazykových prostředí.
V roce 1973 výbor WFD (Komise pro sjednocení znaků) zveřejnil standardizovaný slovník. Autoři vybrali "přirozeně spontánní a jednoduché znaky, které jsou běžně používány neslyšícími z různých zemí", aby byl jazyk snadno uchopitelný. Kniha, vydaná na začátku 70. let s názvem Gestuno: Mezinárodní znakový jazyk neslyšících, obsahuje seznam znakové zásoby s přibližně 1 500 znaky. Název gestuno byl vybrán z toho důvodu, že odkazuje na gesto a jednotnost.
Když však byl systém gestuno poprvé použit na kongresu WFD v Bulharsku v roce 1976, bylo to pro neslyšící účastníky zcela nepochopitelné. Následně gestuno slyšící i neslyšící tlumočníci rozvinuli a systém tak zahrnoval více gramatiky, zejména jazykových prostředků, které jsou považovány za univerzální mezi znakovými jazyky, např. střídání rolí a používání klasifikátorů. Navíc byla znaková zásoba postupně nahrazována ikoničtějšími znaky a výpůjčkami z různých znakových jazyků.
První kurz gestuna se uskutečnil v Kodani v roce 1977 s cílem připravit tlumočníky na pátou Světovou konferenci o hluchotě.
Označení "gestuno" se dnes již nepoužívá a nahradil jej právě termín MZS (Mezinárodní znakový systém). Může to být také proto, že dnešní podoba MZS má jen málo společného s podobou gestuna.

## Popis
MZS byl popsán jako vysoce variabilní typ komunikace používaný mezi dvěma znakujícími osobami, které komunikují odlišným znakovým jazykem. Většina odborníků nepovažuje MZS za plnohodnotný jazyk, ale spíše jako formu komunikace, která vzniká přímo na místě. MZS se vyznačuje ikonickými a pantomimickými rysy. I když se MZS používá na velkých událostech, jako např. jednání Světové organizace neslyšících a Evropské unie neslyšících (EUD), je limitován nikoli gramatikou, ale slovní, respektive znakovou zásobou.
Neexistuje přesná definice, co MZS přesně je. Jeden z názorů je, že slouží ke komunikaci dvou lidí s odlišným znakovým jazykem. Tak jako je pro slyšící většinu jednotným jazykem angličtina, pro neslyšící je to právě MZS. Může také odkazovat na konvencionalizovanou formu používanou skupinou lidí, která má pravidelný společný kontakt. Užití termínu MZS (Mezinárodní znakový systém) může vést k mylné představě, že se jedná právě o standardizovanou formu komunikace, není to však pravdivé tvrzení.
Neslyšící obvykle ovládají pouze jeden znakový jazyk. Někteří však mohou spontánně ovládat také MZS při kontaktu s neslyšícím z jiného státu s relativním úspěchem, a to ani MZS nemusí perfektně ovládat. Tento komunikační úspěch souvisí s různými faktory. Zaprvé, lidé, kteří MZS ovládají, mají potřebné kontextové znalosti, dokáží si pod daným znakem představit konkrétní věc. Zadruhé, mohou využít znalosti z mluveného jazyka, např. z češtiny nebo angličtiny. Zatřetí, komunikace je snazší za použití ikonických znaků a pantomimy.

## Znaková zásoba
Znaková zásoba MZS je tvořena na základě jednání mezi samotnými znakujícími osobami. Uživatelé MZS obvykle používají znaky z jejich vlastního národního znakového jazyka a ty kombinují se znaky ikonickými, které jsou jasné a přehledné, a publikum je tak snadno pochopí. Většina znaků je převzata z ASL (amerického znakového jazyka). V roce 1973 byl vytvořen a standardizován systém mezinárodních znaků. Byly vybrány nejsrozumitelnější znaky z různých znakových jazyků, aby byl MZS snadný na pochopení a naučení se. Jistý tlumočník MZS Bill Moody ve svém příspěvku z roku 1994 uvedl, že "znaková zásoba používaná v prostředí konferencí je do značné míry odvozena od znakových jazyků západního světa a je méně srozumitelná pro uživatele z afrických nebo asijských zemí." Studie od Bencie Woll z roku 1999 poukazuje na to, že uživatelé MZS používají často větší množství znaků právě ze svého rodného znakového jazyka, přičemž volí varianty znaků, kterým by cizinec snáze porozuměl. Naproti tomu Rachel Rosenstock poznamenává, že v její studii ohledně MZS byla komunikace mezi dvěma neslyšícími z velké části tvořena ikonickými znaky společnými mnoha znakovým jazykům.
Více než 60 % znaků se vyskytlo ve stejné formě ve více než osmi znakových jazycích a také v MZS. To poukazuje na to, že většina znaků MZS nejsou znaky vypůjčené z konkrétních znakových jazyků, ale jsou spíše společné pro dané znakové jazyky. Pouze u 2 % znaků z MZS bylo zjištěno, že jsou jedinečné výhradně pro MZS. Zbývajících 38 % byly znaky vypůjčené z jednotlivých znakových jazyků.
MZS má zjednodušenou slovní zásobu. Např. anglická slova "who", "what", "how" se v MZS překladájí pouze jako "what". Dalším příkladem zjednodušení je umístění jednotlivých znaků. Znaky v MZS, které se artikulují v oblasti hrudníku, souvisí s pocity a cítěním, znaky artikulující se v oblasti hlavy znamenají znalosti, myšlení. Doposud proběhlo několik pokusů o vytvoření uceleného slovníku MZS. Problém však je, že chybí podrobné informace o shromažďování údajů, u některých znaků je obtížné určit jejich skutečný význam nebo jak správně znaky v promluvě artikulovat. Právě to je také problém při výuce MZS, jelikož chybí podrobnější výzkum MZS.

## Prstová abeceda
Prstová abeceda MZS se řadí do tzv. francouzské rodiny prstových abeced, konkrétně do podskupiny moderní americké prstové abecedy. Prstová abeceda MZS však není totožná s americkou prstovou abecedou. Navíc, číslice v MZS větší než pět se, na rozdíl od ASL, znakují dvěma rukama.

## Gramatika
O gramatice MZS existuje málo informací. Co je však zřejmé, že jednotlivá slova se téměř neartikulují a více se využívá znakovacího prostoru.
Lidé komunikující MZS mají tendence být spíše jako herci a v komunikaci využívají ve velké míře tzv. klasifikátory. Klasifikátory se používají k popisu věcí a mohou vhodně nahradit nastalé jazykové bariéry. Bylo zaznamenáno, že uživatelé MZS jsou obecně lepší v interlingvální komunikaci než lidé, kteří MZS neovládají.
Studie z roku 1994 poukazuje na to, že uživatelé MZS "kombinují relativně bohatou a strukturovanou gramatiku s výrazně ochuzenou slovní zásobou." Supalla a Webb (1995) popisují MZS jako pidžin, ale dospěli k závěru, že je "složitější než typický pidžin a ve skutečnosti je více podobný znakovému jazyku."

## Klíčové otázky související s MZS
Při překladech do MZS každý tlumočník postupuje jinak a výsledné překlady mohou být velmi zjednodušené a zkrácené oproti původnímu sdělení. V překladu by měl být zachován smysl sdělení a nemělo by sdělení utrpět na kvalitě, pokud je upozaděno dlouhé vysvětlování. Vedle toho, že se znakové jazyky liší podle geografického umístění, rozdíly jsou patrné i v rámci jednoho znakového jazyka. To má také vliv na porozumění MZS. Neslyšící si nemusí plně porozumět. Mohou využívat kompenzačních strategií jako je prstová abeceda, gesta amimika.
Světová federace neslyšících vyvolala znepokojení nad problémy se zjednodušováním a standardizací MZS. Dle federace se jedná o omezování označení na jediný význam nebo slovo, čímž se ztrácí veškeré přirozené formy počátečního významu. Studie z roku 2007 navíc
ukazuje, že MZS se primárně používá pouze v Evropě a ve Spojených státech, což odcizuje ostatní národy od procesu osvojování si tohoto systému.